# Refuge d'Entre Deux Eaux
Il refuge d'Entre Deux Eaux (2.120 m s.l.m.) è un rifugio alpino situato nel massiccio dell'Iseran nelle Alpi della Vanoise e del Grand Arc. Si trova a Termignon, nel territorio del comune di Val-Cenis.

## Caratteristiche
Si trova nel parco nazionale della Vanoise e lungo l'itinerario rosso della Via Alpina.

## Accesso
L'accesso avviene da Termignon e salendo fino al parcheggio di  Bellecombe. Dal parcheggio in direzione nord il rifugio è raggiungibile per sentiero in circa due ore passando prima per il refuge du Plan du Lac. In alternativa una navetta fa servizio dal parcheggio fin quasi al rifugio.

## Traversate
- Refuge du Col de la Vanoise - 2.515 m - in circa due ore
- Refuge de La Leisse - 2.487 m
- Refuge du Plan du Lac - 2.385 m - in circa un'ora